# برمجيات تجارية جاهزة
البرمجيات التجارية الجاهزة (بالإنجليزية: Commercial off-the-shelf) ويرمز لها بالاختصار (COTS) البرمجيات التجارية الجاهزة في السوق، ويرمز الشيء الذي يتم بيعه أو تأجيره أو ترخيصه لعامة الناس ، يعرضه بائع يحاول الاستفادة منه ؛ دعم وتطوير البائع الذي يحتفظ بحقوق الملكية الفكرية ؛ متوفرة في نسخ متعددة متطابقة ، وتستخدم دون تعديل في الأجزاء الداخلية.